# Босюков Андрій Ігорович
Андрі́й І́горович Босюко́в (2001—2022) — військовослужбовець, лейтенант Збройних сил України. Учасник російсько-української війни.

## Життєпис
Народився 30 січня 2001 року в місті Харків у сім'ї військових.
2022 року закінчив ХНУПС за спеціальністю факультету зенітно-ракетних військ.
У перший день повномасштабного вторгнення в Україну офіцер пішов добровольцем служити до 160-ї зенітної ракетної бригади.
Загинув 16 червня 2022 року в Сумській області внаслідок ворожого авіаудару.
Похований 19 червня 2022 року в м. Харків на Алеї Слави.
Залишилися батьки й сестра.

## Нагороди
- орден «За мужність» ІІІ ступеня (посмертно)[1]